# Карл Кляйн
Карл Кляйн (нім. Karl Klein; 22 березня 1891, Відень — 15 травня 1970, Відень) — австро-угорський, австрійський і німецький офіцер, генерал-майор вермахту.

## Біографія
18 серпня 1911 року вступив в австро-угорську армію. Учасник Першої світової війни, командир зводу, потім роти і полковий ад'ютант 2-го стрілецького полку. Після війни продовжив службу в австрійській армії. З 1 вересня 1933 року — інструктор військового училища, з 1 вересня 1934 року — Терезіанської академії. З 20 травня 1937 року служив у Федеральному міністерстві оборони. Після аншлюсу 15 березня 1938 року автоматично перейшов у вермахт. З 1 квітня 1938 року служив в 10-му відділі Кадрового управління ОКВ, з 10 листопада 1938 по 26 серпня 1939 року —  в штабі 44-го піхотного полку.
З 6 січня 1940 року — командир 11-го, з 7-го червня 1940 року — 1-го запасного піхотного, з 31 липня 1941 по 4 лютого 1942 року — 216-го піхотного, з 7 липня 1942 року — 217-го, з 19 вересня 1942 року — 1-го запасного піхотного полку, з 4 вересня 1943 по 1 квітня 1944 року — училища групи армій «E», з 1 червня 1944 року — хорватської навчальної бригади в Штоккерау, з 1 лютого 1945 року — 1-го угорського формувального штабу. 8 травня 1945 року взятий в полон. В 1947 році звільнений.

## Звання
- Фенріх (18 серпня 1911)
- Лейтенант (1 листопада 1912)
- Оберлейтенант (1 травня 1915)
- Гауптман (1 жовтня 1921)
- Штабсгауптман (1 червня 1924)
- Майор (21 липня 1925)
- Оберстлейтенант (10 червня 1933)
- Оберст (16 червня 1937)
- Генерал-майор (1 грудня 1944)

## Нагороди
- 2 срібні і бронзова медаль «За військові заслуги» (Австро-Угорщина) з мечами
- Хрест «За військові заслуги» (Австро-Угорщина) 3-го класу з військовою відзнакою і мечами — нагороджений двічі.
- Орден Залізної Корони 3-го класу з військовою відзнакою і мечами
- Військовий Хрест Карла
- Медаль «За поранення» (Австро-Угорщина) з однією смугою
- Пам'ятна військова медаль (Австрія) з мечами
- Хрест «За вислугу років» (Австрія) 2-го класу для офіцерів (25 років)
- Орден Заслуг (Австрія), лицарський хрест
- Пам'ятна військова медаль (Угорщина) з мечами
- Почесний хрест ветерана війни з мечами
- Медаль «За вислугу років у Вермахті» 4-го, 3-го, 2-го і 1-го класу (25 років)
- Нагрудний знак «За поранення» в чорному